# ヘンリー・クレイ・ワーク
ヘンリー・クレイ・ワーク（Henry Clay Work, 1832年10月1日 - 1884年6月8日）はアメリカ合衆国の作曲家。
スティーヴン・フォスターと並んで19世紀のアメリカ合衆国を代表する歌曲作曲家。コネチカット州ミドルタウンに生まれる。奴隷制廃止運動の活動家の家庭に生まれ育ち、自らも地下鉄道 (秘密結社)の組織活動に助力を惜しまなかったとされる。そのかたわらで、「クリスティー・ミンストレルズ」のために、フォスターの流れを汲む世俗歌曲を創作した。フォスター歌曲と同じく、ワークの《ジョージア・マーチ》は、アイヴズの交響楽の中で引用されている。また、いくつかの歌曲は、世界各地で民謡として流布されている。全部で80曲近くあるうち、とりわけよく知られているのは、以下のもの。《大きな古時計》は、続編も作られた。
- 1864年 - "Come Home, Father!"
- 1865年 - ジョージア行進曲 "Marching Through Georgia" （アメリカ南北戦争時の北軍シャーマン将軍の海への進軍の様子が歌われている。東京節/パイのパイのパイの原曲）
- 1865年 - Ring the Bell, Watchman!（オーストラリア民謡《調子をそろえてクリック、クリック、クリック》の原曲）
- 1868年 - "The Ship That Never Returned"
- 1876年 - 大きな古時計 "Grandfather's Clock"
- 1878年 - Sequel to "Grandfather's clock"